# Osteomalacja
Osteomalacja – choroba metaboliczna kości, polegająca na niedostatecznej mineralizacji i zmniejszeniu gęstości kości wskutek niedoboru witaminy D lub jej metabolitów.

## Etiologia i patogeneza
Osteomalacja to zaburzenie o podobnych objawach do osteoporozy. Występuje u osób dorosłych, u których występuje niedobór witaminy D. Z tego powodu dochodzi do nieprawidłowego wchłaniania jonów wapnia i fosforanów przez jelita lub do ich utraty przez nerki.
Przyczyną osteomalacji może być też zespół złego wchłaniania, choroby wątroby i nerek, nowotwór (zespół paraneoplastyczny), niedostateczne przebywanie w świetle słonecznym.

## Objawy
Choroba zwiększa ryzyko złamań, także szyjki kości udowej. Mogą wystąpić bóle kości, zaburzenia chodu (tzw. kaczy chód), szpotawość bioder, skrzywienia kręgosłupa i klatka piersiowa kurza. Mięśnie szkieletowe są osłabione lub tkliwe. W większości przypadków pojawia się przewlekła hipofosfatemia i hipokalcemia.

## Leczenie
Chorobę leczy się podawaniem witaminy D3 i fosforanów. Osteotomię stosuje się zazwyczaj jedynie przy znacznych deformacjach.

## Klasyfikacja ICD10
| kod ICD10     | nazwa choroby                                                    |
| ------------- | ---------------------------------------------------------------- |
| ICD-10: M83   | Zmiękczenie kości [osteomalacja] dorosłych                       |
| ICD-10: M83.0 | Osteomalacja połogowa                                            |
| ICD-10: M83.1 | Osteomalacja starcza                                             |
| ICD-10: M83.2 | Osteomalacja dorosłych w następstwie upośledzonego wchłaniania   |
| ICD-10: M83.3 | Osteoporoza dorosłych będąca wynikiem nieprawidłowego odżywiania |
| ICD-10: M83.4 | Choroba kości na skutek przewlekłego stosowania soli glinu       |
| ICD-10: M83.5 | Inna osteomalacja dorosłych indukowana lekami                    |
| ICD-10: M83.8 | Inna osteomalacja dorosłych                                      |
| ICD-10: M83.9 | Nieokreślona osteomalacja dorosłych                              |